# 바가바드 기타

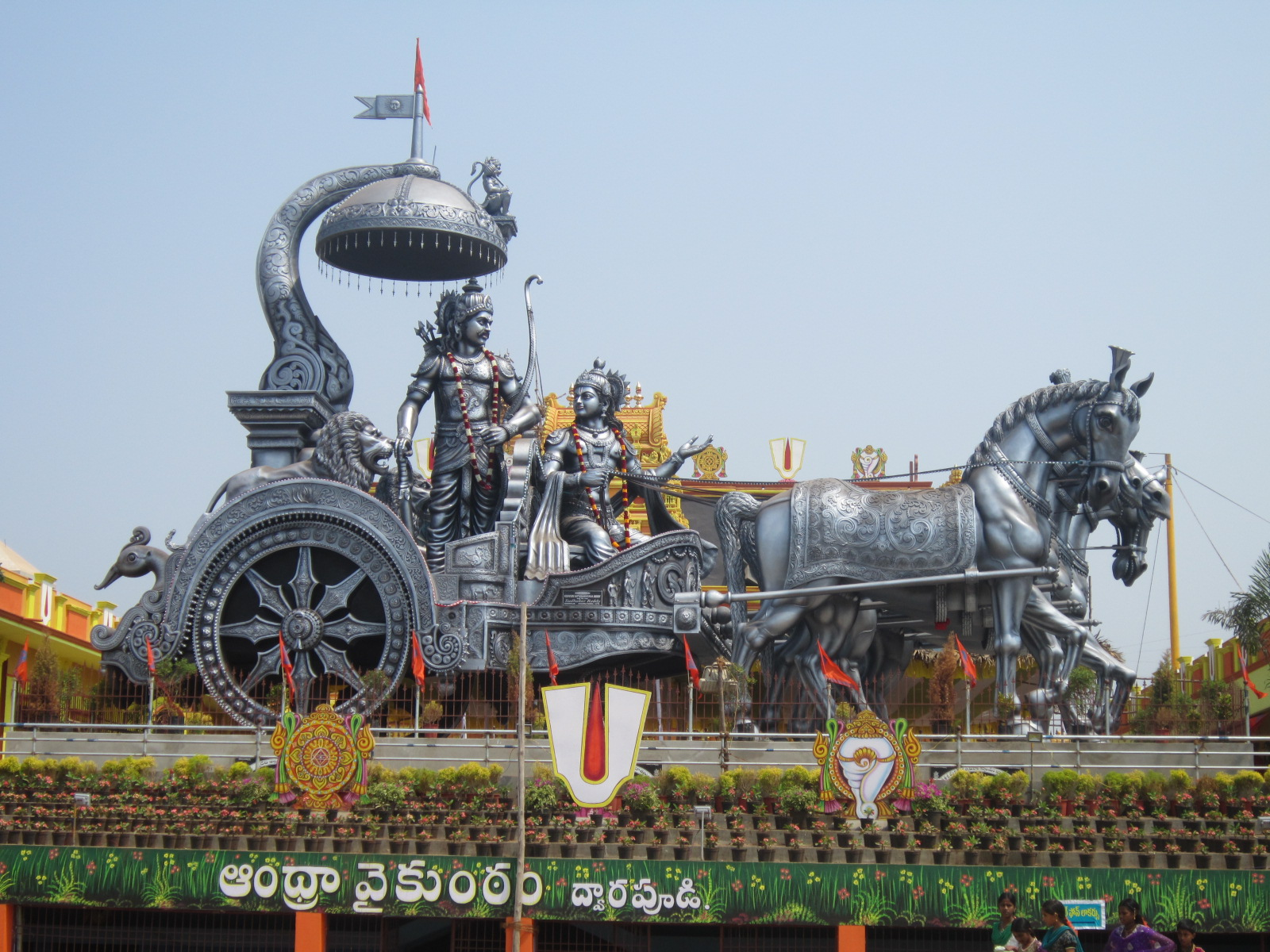

바가바드 기타(산스크리트어: भगवद् गीता Bhagavad Gītā)는 성스러운 신에 대한 기타(Gita:歌頌)라는 뜻이며, 기원전 4∼2·3세기경에 성립된 것으로 여겨진다. 신에 대한 신애(信愛)의 실천은 카스트나 남녀의 구별을 초월하여 모두 최고신의 은총을 받을 수 있다고 하여 정통적 브라만교 사상과 다른 입장을 표명하고 있다. 그러나 그 열렬한 신애(信愛)의 정은 사상적 입장의 차이를 초월하여 브라만교가 이를 승인하기에 이르렀다. 현재는 《마하바라타》 속에 수록되어 있으나 원래는 별개의 것으로 성립되었던 것이다. 인도에서는 평상시에 늘 암송할 정도로 사람들에게 친숙해져 있다.

## 내용
《마하바라타》 속에 편입되어 있는 하나의 시편(詩篇)으로, 700편의 노래로 이루어졌는데, 후대의 힌두교인들은 이것을 최상의 성전(聖典)으로 존숭(尊崇)하고 있다.
《마하바라타》의 주제가 되고 있는 쿠루크셰트라 전쟁은 쿠루 왕국의 양대 왕족인 카우라바 일족과 판다바 일족과의 사이에 있었던 것이다. 그들은 상호간에 종형제였지만 형세의 진전에 다라 마침내 전쟁에 사투(死鬪)를 하게 되었다. 바야흐로 대회전(大會戰)이 전개되려고 하는 때에 판두의 한 왕자인 아르주나는 골육상쟁의 전율할 운명을 비탄(悲嘆)하며 자기 전거(轉車)의 몰이꾼인 크리슈나(실은 최고신 비슈누의 화신)를 향하여 고뇌를 호소한다. 아르주나가 괴로워하는 모습을 보고 크리슈나는 두려워 하는 아르주나를 격려하면서 조금도 주저하지 말고 즉시 전장에 돌입하기를 주장한다. 그가 이르기를,
| “ | 이 전쟁은 정의(正義)의 싸움이다. 정의의 싸움에 투신하는 것은 무사가 본래 바라는 바이다. 전투를 피해서는 안 된다. 다만 자신의 본무(本務)를 실행한다는 것이 주요문제이지, 일의 성패는 문제삼지 않는다. 당신이 전심(專心)해야 할 점은 오직 행동이지 결코 결과가 아니다. 행동의 결과에 좌우되어서는 안 된다. | ” |

아르주나는 크리슈나의 말을 듣고서 이 전쟁의 의의(意義)를 이해하였지만 그의 흉중에는 아직도 의심의 그늘이 남아있어, 마음의 번뇌가 제거되지 않았다. 그러자 크리슈나는 아르주나에게 다시 최고의 인격신 비슈누의 신앙에 의한 구제(救濟)를 밝혔다. 최고신(最高神)은 최상의 인간으로서 인격적으로 표상(表象)되어 있다. 그는 일체의 생물에 대하여 은혜를 베풀고 구제를 행하기 때문에, 이 최고신에 대하여 박티를 간직할 것을 강조하고 있다.
| “ | 만일 사람이 박티를 갖고 나뭇잎 한 장, 꽃 한 송이, 혹은 한 웅큼의 물을 나에게 제공하는 일이 있다면, 나는 경건한 마음의 소유자가 신앙심을 가지고 제공한 것을 받을 것이다. | ” |

| “ | 나는 일체의 생물에 대하여 평등하다. 나에게는 증오할 것도, 사랑할 것도 없다. 그러나 신앙심을 갖고 나를 숭배하는 자가 있으면, 그들은 나의 속에 있고 나 또한 그들 속에 있다. | ” |

최고신의 앞에서는 모든 것이 용서된다. 이 신은 선인을 구제하려 하면서 또한 악인을 절멸시키고자 하여, 각각 그 시기에 화신의 형식을 취하여서 출생하지만, 그에게 신앙 귀의한다면 악인이라도 구제된다. 인간이 열렬한 박티로써 최고신의 은총에 참여하고, 최고신의 본성을 알게 되면, 윤회의 세계를 벗어나게 되고, 해탈한 인간은 최고신과 본질이 똑같아진다.
이러한 교훈을 듣고서 아르주나 왕자는 "나의 각오는 결정되었다. 의혹은 이미 사라졌다"라고 말하면서, 마음의 불안을 버리고 흔연히 전장에 진출하여 위대한 공을 세웠다고 한다.

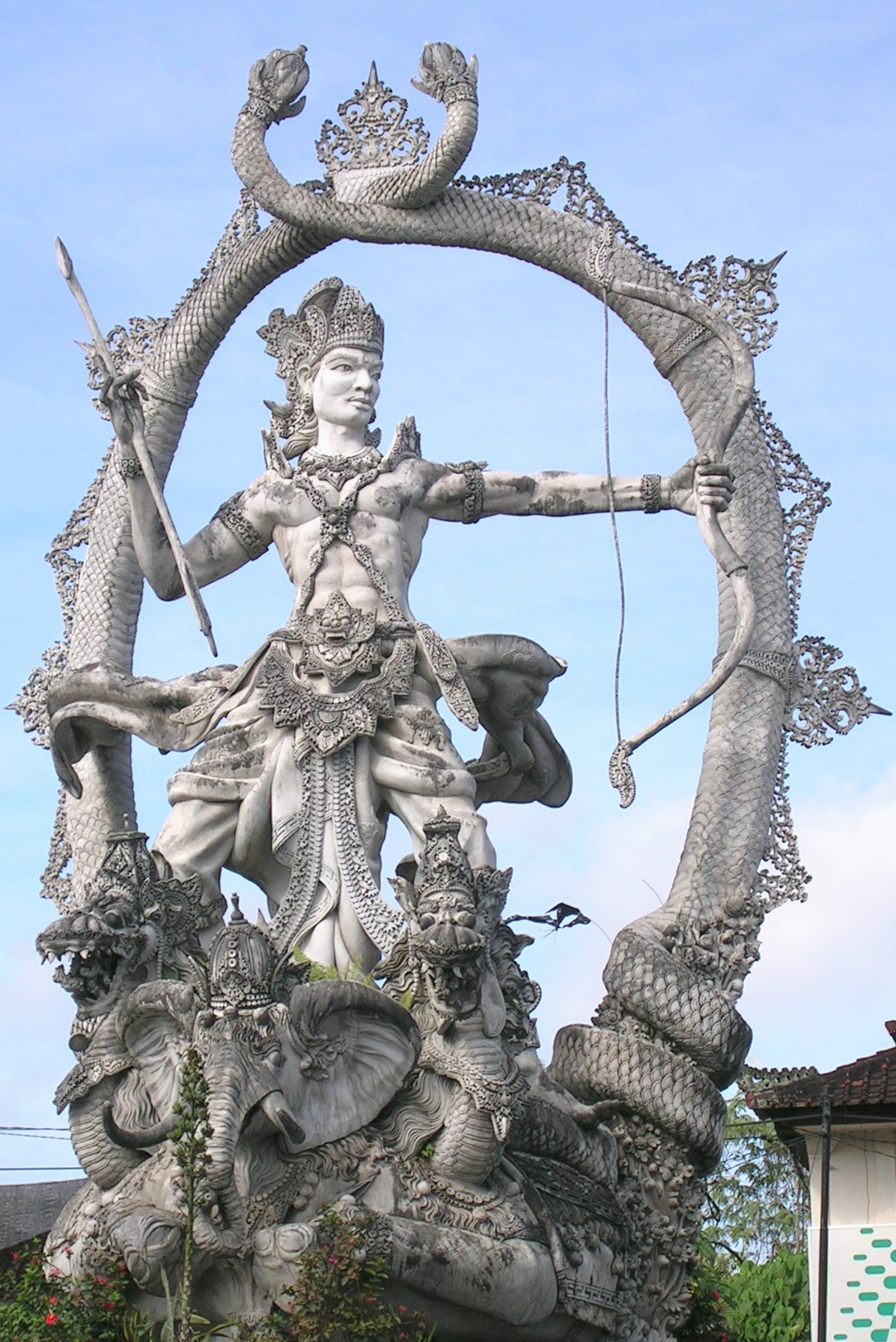
아르주나
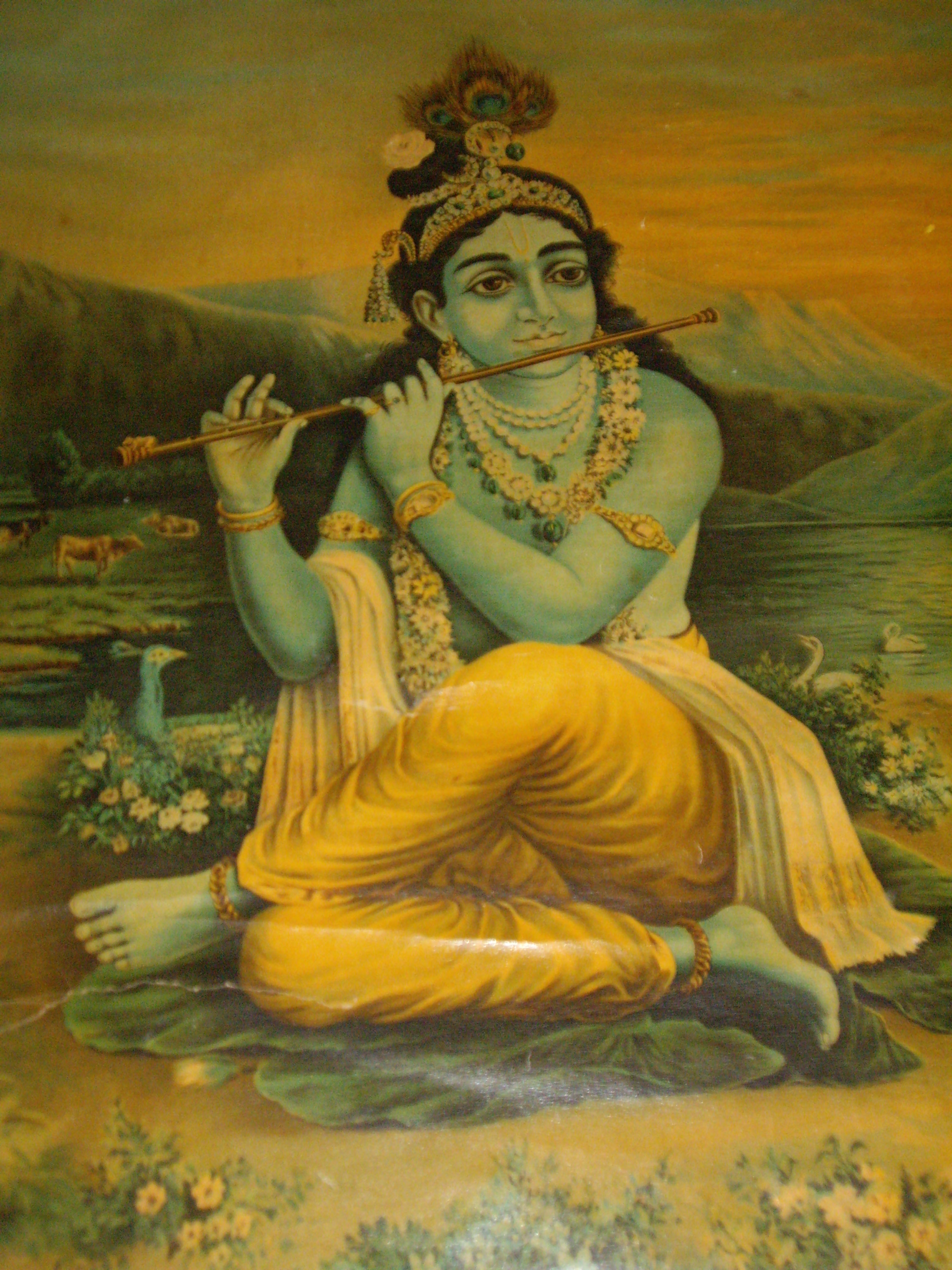
크리슈나
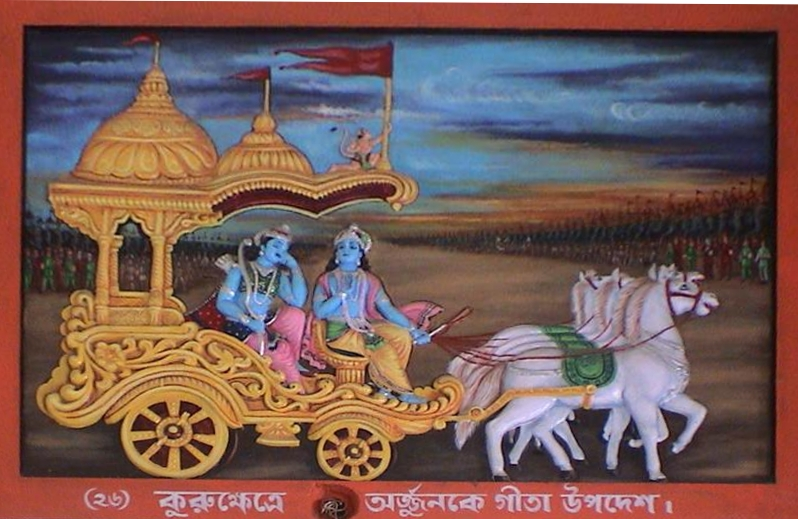
전차
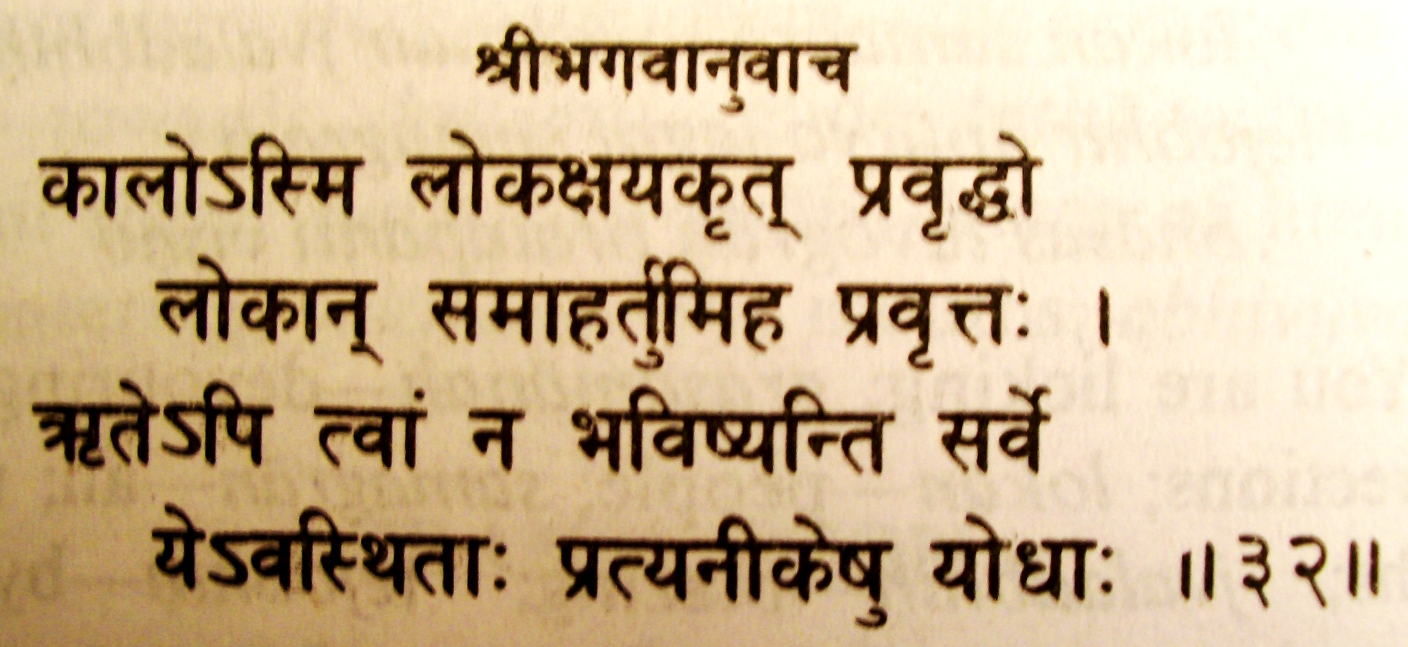

## 서지 사항
- 함석헌 옮김, 바가바드 기타, 한길사, 1996
- 길희성 옮김, 바가바드 기타, 서울대학교출판문화원, 2013
- ―, 범한대역 바가바드 기타, 동연출판사, 2022

## 참고 문헌
- 이 문서에는 다음커뮤니케이션(현 카카오)에서 GFDL 또는 CC-SA 라이선스로 배포한 글로벌 세계대백과사전의 내용을 기초로 작성된 글이 포함되어 있습니다.